# Gallipoli (film)
Pour les articles homonymes, voir Gallipoli.
Pour plus de détails, voir Fiche technique et Distribution.
Gallipoli est un film australien réalisé par Peter Weir et sorti en 1981.
Le film met en scène plusieurs jeunes hommes originaires d'Australie-Occidentale engagés dans l'Australian Army et envoyés dans la péninsule de Gallipoli durant la Première Guerre mondiale. Ils vont participer à la bataille des Dardanelles.

## Synopsis
En mai 1915, durant la Première Guerre mondiale, deux amis australiens s'engagent pour aller combattre sur le Front européen aux côtés des Alliés. Ils se retrouvent à Gallipoli, dans l'Empire ottoman, et y découvrent les horreurs de la guerre au cours de la bataille des Dardanelles. Les hommes de troupe, notamment, doivent composer avec un commandement borné et incompétent qui les envoie sciemment à la mort.

## Fiche technique
Sauf indication contraire, les informations mentionnées dans cette section peuvent être confirmées par la base de données cinématographiques IMDb,  présente dans la section « Liens externes ».
- Titre original et francophone : Gallipoli
- Réalisation : Peter Weir
- Scénario : David Williamson, d'après une histoire de Peter Weir
- Photographie : Russell Boyd
- Musique : Brian May
  - Musiques additionnelles : Adagio d'Albinoni, Oxygène de Jean-Michel Jarre, Les Pêcheurs de perles de Georges Bizet
- Montage : William M. Anderson
- Production : Patricia Lovell, avec la participation non créditée de Rupert Murdoch[1]
- Sociétés de production : The Australian Film Commission et R & R Films
- Distribution : Roadshow Films (Australie), CIC, Paramount Pictures (États-Unis)
- Budget : 2 600 000 AUD
- Langue originale : anglais
- Pays d'origine :  Australie
- Format : Couleurs - 2,35:1 - Mono
- Genre : guerre, drame
- Durée : 110 minutes
- Dates de sortie[2] :
  - Australie : 13 août 1981
  - France : 10 mars 1982

## Distribution
- Mel Gibson (VF : Joël Martineau) : Frank Dunne
- Mark Lee (en) (VF : Bernard Jourdain) : Archie Hamilton
- Bill Hunter (VF : Philippe Dumat) : Major Barton
- Bill Kerr (VF : André Valmy) : Jack
- David Argue : (VF : Frédéric Pieretti) : Snowy
- Harold Hopkins : Les McCann
- Charles Lathalu Yunipingli : Zac
- Heath Harris : Stockman
- Ron Graham (en) : Wallace Hamilton
- Gerda Nicolson (en) : Rose Hamilton
- Robert Grubb (en) : Billy
- Tim McKenzie (VF : Jean Roche) : Barney
- John Morris (VF : Marc de Georgi) : Colonel Robinson
- Harold Baigent (VF : Henry Djanik) : le conducteur de chameau
- David Williamson : un joueur de football en Égypte (caméo)

## Production
Peter Weir a eu envie de faire un film sur le sujet après avoir visité un champ de bataille de la Première Guerre mondiale. Avec le scénariste David Williamson, il voulait initialement faire un film sur toute la bataille des Dardanelles, avant finalement de se focaliser sur un petit groupe de soldats. David Williamson s'inspire notamment de l'ouvrage The Broken Years de Bill Gammage qui compile des lettres et journaux intimes de soldats retrouvés à Gallipoli.

### Tournage
Le tournage a lieu en Australie-Méridionale (notamment à Adélaïde, Lower Eyre Peninsula, chaîne de Flinders, Port Lincoln, lac Torrens, ...) ainsi qu'en Égypte.

## Musique
- Adagio en sol mineur par Remo Giazotto de 1958.
- Oxygène (Part II) par Jean-Michel Jarre.
- Oxygène (Part VI) par Jean-Michel Jarre.
- Les Pêcheurs de perles par Georges Bizet.
- Histoires de la forêt viennoise par Johann Strauss II de 1868.
- Roses du Sud par Johann Strauss II de 1880.

## Sortie et accueil

### Box-office
Gallipoli s'est avéré être un succès au niveau national, rapportant 11,7 millions de A$ au box-office australien,. Bien que le long-métrage soit largement salué par la critique à l'international, son succès au box-office en dehors de l'Australie est modeste. Il engrange 5,7 millions de $US aux États-Unis, où il fut distribué dans des cinémas d'art et essai,.
En France, le film n'enregistre que 39 227 entrées.

### Réception critique
Le film fait partie de l'ouvrage 1 001 films à voir avant de mourir.

## Distinctions
Source : Internet Movie Database

### Récompenses
- Australian Film Institute Awards 1981 : meilleur film, meilleur réalisateur, meilleur acteur pour Mel Gibson, meilleur acteur dans un second rôle pour Bill Hunter, meilleur scénario, meilleur son, meilleur montage et meilleure photographie
- Australian Writers' Guild Awards 1981 : meilleur scénario original de film
- National Board of Review: Top Ten Films 1981
- Australian Cinematographers Society Awards 1982 : meilleur directeur de la photographie de l'année pour Russell Boyd

### Nominations
- Australian Film Institute Awards 1981 : meilleur acteur pour Mark Lee (en), meilleur acteur dans un second rôle pour Bill Kerr, meilleurs décors et meilleurs costumes
- Golden Globes 1982 : meilleur film en langue étrangère